# Dolmen von Wittenborn
Der Dolmen von Wittenborn ist ein neolithischer Rechteckdolmen mit der Sprockhoff-Nr. 243. Er entstand zwischen 3500 und 2800 v. Chr. als Megalithanlage der Trichterbecherkultur (TBK). Die Gemeinde Wittenborn liegt am Rand des Segeberger Forstes im Kreis Segeberg in Schleswig-Holstein.

## Der Hügel
Der Dolmen, mit wahrscheinlich halbhohem Eintrittstein, wurde 1950 von E. Aner untersucht. Er lag unter einer Düne, die den 0,6 m hohen Rundhügel von etwa 10 m Durchmesser überlagerte. Die Hügelschüttung bestand aus hellgrauem und braunem Sand. Das schmale dunkelgraue Band an der Oberfläche stammt nach E. Aner vermutlich von einer Grassodenlage.

## Die Kammer
Die nordwest-südost orientierte Kammer stand in einer 0,4–0,5 m tiefen Grube, war also eingetieft (was auf eine frühe Anlage deutet). Die trapezoide Kammer hat Innenmaße von 2,2 × 1,0–1,3 m. Im Südosten, wo vermutlich der Zugang lag, ist die 0,98 m hohe Kammer schmaler. Der Dolmen hatte ursprünglich drei Tragsteine auf jeder Langseite und einen Endstein an der Schmalseite im Nordwesten. Die Decksteine fehlen. Erhalten waren nur zwei Tragsteine auf der Ostseite – einer beschädigt – und der Endstein. Die Standspuren der übrigen Tragsteine und eine weniger eingetiefte Standspur, vermutlich vom halbhohen Eintrittstein, zeichneten sich im anstehenden hellen Sand deutlich ab. Die Standspur auf der Südwestseite winkelte leicht ein, dadurch war die Kammer am Zugang schmaler. In einer Lücke zwischen der südwestlichen Langseite und dem Endstein, waren Reste eines in Lehm gebetteten etwa einen Meter breiten Zwischenmauerwerks erhalten. Lehmreste wurden auch zwischen den südöstlichen Tragsteinen bzw. deren Standspuren beobachtet.
Die Grabsohle war von einer 10–12 cm starken Schüttung von zerbranntem Feuerstein bedeckt. Im Nordosten lag zuunterst eine 3–4 cm mächtige Lage von feinsplittrigem, stark mit Holzkohle durchsetztem Feuerstein. Darüber war auf ganzer Fläche gröberer, holzkohlegeschwärzter Feuerstein verteilt. Das Bodenpflaster erstreckte sich vom Endstein bis an die Standspur des halbhohem Eintrittstein im Südosten. An den Langseiten blieb (wie vielfach beobachtet) ein 10–20 cm breiter Streifen vor den Tragsteinen frei.

## Der Steinkranz

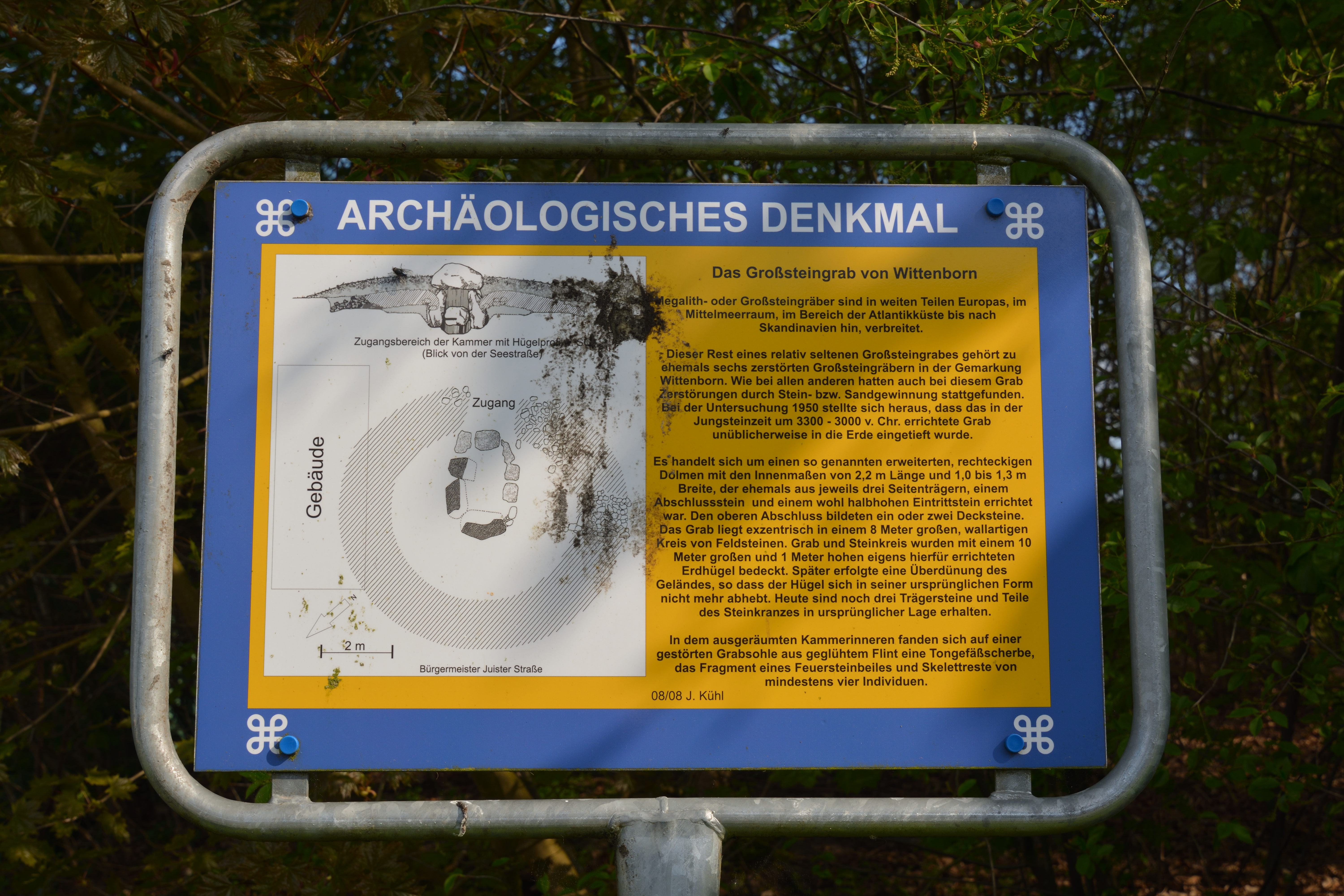
Hinweisschild

Der Dolmen lag exzentrisch in einem breiten, ovalen Ring (sechs mal fünf Meter) aus kopfgroßen Steinen, von dem Teile südlich des Zugangs und in einem Suchschnitt im Südwesten der Anlage freigelegt wurden. Im Suchschnitt bildete der etwa 1,4 m breite Steinkranz den Rand der eingetieften Baugrube. Er endete in Höhe der alten Geländeoberfläche und ging 0,4–0,5 m in die Tiefe. Der Steinkranz reichte im Südosten nahe an die Kammer heran und scheint im Zugangsbereich auszusetzen. Im zugangsnahen Bereich war die Packung deutlich höher und reichte fast bis zur Tragsteinoberkante. Es handelt sich bei dem Steinkranz nicht um eine Einfassung des Hügels im üblichen Sinne. Die Steinpackung lag unterhalb der Hügelschüttung und war von außen, wenn überhaupt nur im Zugangsbereich zu sehen. Er könnte eine kultische Bedeutung als Bannkreis gehabt haben, denn er hatte nach E. Aner keine praktische Funktion.
Ein ähnlicher Befund wurde beim Pöppendorfer Großsteingrab (Lübeck) beobachtet. An der Basis des Grabhügels lagen die Reste einer vermutlich ovalen Rollsteinmauer, aus zwei bis vier Lagen faust- bis überkopfgroßer Steine, die stellenweise bis zu 0,3 m in die alte Geländeoberfläche eingetieft war.

## Funde
Die eingetiefte Baugrube, in deren Randbereich die Steinpackung lag, war mit Sand gefüllt. Die Kammerfüllung war rezent gestört. Die Grabsohle war im Nordwesten gestört. Im Norden wurden in und auf der oberen Feuersteinschicht etwa 40 Zähne und auf der Feuersteinschüttung Fragmente einer Schädeldecke, eines Unterkiefer sowie mehrere Röhrenknochen gefunden. Die Skelettteile waren ohne erkennbare Anordnung verstreut. Nach der anthropologischen Untersuchung von U. Schäfer handelt es sich um die Reste von drei, wahrscheinlich sogar vier Individuen beiderlei Geschlechts. Aus der Kammer stammen eine kleine Scherbe und das Bruchstück eines Feuersteinbeils.
Im Suchschnitt südwestlich des Dolmens wurden 0,4 m vom Hügelfuß entfernt, etwa 0,2 m unter der alten Geländeoberfläche zwischen kleinen Steinen einige Gefäßscherben gefunden.